# Distretto di Ban Hong
Il distretto di Ban Hong (in thailandese: บ้านโฮ่ง) è un distretto (amphoe) della Thailandia, situato nella provincia di Lamphun.